# René de Cérenville
René de Cérenville, né à Lausanne le 27 avril 1875 et mort dans la même ville le 7 juillet 1968, est un traducteur, précepteur, chroniqueur musical, chroniqueur artistique, collectionneur et bellettrien vaudois.

## Biographie
Licencié ès lettres en 1901, René de Cérenville est précepteur du prince Bernard-Henri de Saxe-Weimar à Iéna, attaché au prince royal de Siam (1901), secrétaire à la légation de Siam à Paris de 1901 à 1902, secrétaire général de la banque de Chine à Paris de 1902 à 1908, administrateur du "Pekin syndicate" à Londres de 1908 à 1916, puis à Paris de 1916 à 1934.
Également chroniqueur musical et artistique à la Gazette de Lausanne de 1934 à 1955. René de Cérenville est l'auteur du livre "Hors du cadre à propos, en un acte en vers, entremêlé de chansons pour le centenaire de Belles-Lettres" en 1906. Il se retire à Lausanne dès 1955. En 1968 il lègue sa collection de dessins en partie héritée de son père, au Musée Jenisch de Vevey, constituant ainsi le noyau le plus important de la collection de ce musée.

## Traductions
- Etsu Inagaki Sugimoto, Une fille du samouraï (1923, publication originale dans le journal Asia)[1] ; rééd. Bartillat, préf. Amélie Nothomb, 316 p., 2023  (ISBN 978-2841007523)

## Sources
- « René de Cérenville », sur la base de données des personnalités vaudoises sur la plateforme « Patrinum » de la Bibliothèque cantonale et universitaire de Lausanne.
- Revue de Belles-Lettres 94 (1969), No 3, p. 105. Cinq siècles de dessins, p. XXV. L'art de collectionner, p. 233-238
- Belles-Lettres Livre d'or du 175e anniversaire 1806-1981, p. 217